# Never Tear Us Apart
"Never Tear Us Apart" är en sång av INXS och släpptes som singel i augusti 1988 och på albumet Kick som släpptes ett år tidigare. Låtens text är skriven av Michael Hutchence och musiken av Andrew Farriss.
Låten är en sinnlig ballad med synthar och saxofon av Kirk Pengilly. Låtens video spelades in i Prag tillsammans med "Guns in the Sky" och New Sensation. Låten nådde nummer 7 på Billboard Hot 100, nummer 24 i Storbritannien och i Australien nummer 14.